# Watati
«Watati» (estilizado en mayúsculas) es una canción de la cantautora colombiana Karol G, con la participación del músico panameño Aldo Ranks. Fue lanzada el 2 de junio de 2023 a través de Universal Music Latino como el primer sencillo promocional de Barbie: The Album, la banda sonora de la película de 2023 Barbie.

## Antecedentes
El 25 de mayo de 2023, se revelaron los artistas que formarían parte de la banda sonora de Barbie (2023), incluyendo a Giraldo. El mismo día, se reveló que Ranks también formaría parte de la banda sonora en conjunto a Giraldo. El 29 de mayo, se publicó un fragmento de la canción a través de las cuentas de redes sociales de la banda sonora. La canción fue lanzada el 1 de junio sin previo anuncio para descarga digital y streaming.

## Composición
«Watati» fue escrita por Giraldo, Aldo Ranks y Ovy on the Drums, quien también se encargó de la producción. La canción tiene una duración de 2 minutos y 46 segundos. «Watati» es una canción de reguetón, pop latino y trap latino, con elementos del dembow y del reggae en español y letras sobre bailar. El título de la canción es una expresión creada por Ranks que él menciona al principio de sus canciones.

## Video musical
El video musical de «Watati» fue subido a través del canal de YouTube de Karol G el 15 de junio de 2023 y cuenta con clips de la película donde aparecen Margot Robbie y Ryan Gosling. A lo largo del video, se ve a la cantante en diferentes lugares y con diferentes atuendos, incluyendo un vestido verde y un traje espacial rosado. Ranks aparece en el monitor de una nave espacial mientras canta su verso.

## Posicionamiento en listas
| Listas (2023)                                   | Mejor posición |
| ----------------------------------------------- | -------------- |
| Brasil (Top 10 Latino)                          | 7              |
| Centroamérica (Monitor Latino)                  | 16             |
| El Salvador (Monitor Latino)                    | 10             |
| España (PROMUSICAE)                             | 100            |
| Estados Unidos (Bubbling Under Hot 100 Singles) | 25             |
| Estados Unidos (Hot Latin Songs)                | 28             |
| Guatemala (Monitor Latino)                      | 19             |
| Honduras (Monitor Latino)                       | 4              |
| Panamá (Monitor Latino)                         | 2              |
| Venezuela (Record Report)                       | 39             |